# Canoe Lake, Greater Madawaska
Canoe Lake är en sjö i Kanada.   Den ligger i countyt Renfrew County och provinsen Ontario, i den sydöstra delen av landet, 120 km väster om huvudstaden Ottawa. Canoe Lake ligger 286 meter över havet.
I omgivningarna runt Canoe Lake växer i huvudsak blandskog. Trakten runt Canoe Lake är nära nog obefolkad, med mindre än två invånare per kvadratkilometer.